# Goniophylla
Goniophylla là một chi bướm đêm thuộc họ Erebidae.

## Các loài
- Goniophylla fragilis Turner, 1945